# 仲村覚
仲村 覚（なかむら さとる、1964年 - ）は、日本のジャーナリスト、日本沖縄政策研究フォーラム理事長。一般社団法人国民の知る権利を守る自由報道協会理事。
昭和39年（1964年）、米国統治下の沖縄那覇市生まれ。昭和54年(1979年)、陸上自衛隊少年工科学校入校、卒業後は航空部隊に配属。平成3年(1991年)退官し、複数の企業勤務を経て平成21年(2009年)、民間団体「沖縄対策本部」を設立した。
ジャーナリストとして扱うテーマは沖縄を中心とした沖縄県政や国際政治、沖縄独立論批判や日米関係、安全保障や中国関係の記事を多数執筆・寄稿し、北朝鮮拉致問題などにも取り組んでいる。
世日フォーラムでも講演を実施。

## 主張

### 沖縄独立論に関して
- オール沖縄率いる翁長雄志知事や活動家が牽引する沖縄独立論に関しては批判的であり[3]、翁長が2015年に国連人権理事会で沖縄県民を「先住民族論」に基づくスピーチを行った際には照屋守之沖縄県議と共に外国特派員協会で「沖縄県民は日本国民だ。知事は誇りを傷つけた」と批判した[4]。
- 2018年元旦、村本大輔（ウーマンラッシュアワー）がテレビ朝日系『朝まで生テレビ！』に出演し、「沖縄はもともと中国から取ったんでしょ」などと発言したことに関しては「沖縄の問題や歴史に関心を持つことは100倍素晴らしい」とした上で、屋良朝苗の演説文をプレゼントした[10]。
- 琉球独立運動への中国の支持は2012年頃から存在するとして、「WE the PEOPLE」で辺野古工事中止を求める署名活動を行ったハワイ在住で県系4世のロバート・カジワラが2019年6月の国連人権理事会で「日本は琉球人の大量虐殺を隠すため沖縄戦を利用した」と発言したことは、中国の影響を受けていると述べた[11]。
- 中国と琉球独立運動の関係性については、中国で琉球独立を支持する研究家の唐淳風[12]や、沖縄を中国領土だと主張する中華民族琉球特別自治区準備委員会にも言及している[13]。
- 中国で「琉球大虐殺」というプロパガンダが出回っており、中国版のオンライン辞書「百度百科」では「1945年4月に日本軍が琉球人を殺すように命令し、けが人と死者をあわせて26万人以上」と記載されているとして[12]、ロバート・カジワラの国連人権理事会での主張はこの中国の「琉球大虐殺」と酷似しているとしている[12]。
- 中国の大学やシンクタンクが沖縄の独立派と学術交流を行い、中国メディアは日本の沖縄領有権を疑問視する報道を繰り返し行っている[14]。「琉球独立運動、米軍基地反対運動、憲法9条改正と自衛隊増強に反対する左派、平和活動家は結束しており、中国が支援している」と主張した[14]。

## 著作

### 単著
- 『反日・独立煽動工作に乗っ取られた「しまくとぅば普及運動」』（2015年、パブー) ASIN B017GWOSZC
- 第1回「辺野古闘争を率いる翁長沖縄県知事」（チャンネルAJER解説資料）（2015年、パブー) ASIN B00TIUEOKK
- 『沖縄はいつから日本なのか 学校が教えない日本の中の沖縄史』（2018年、ハート出版) ISBN 978-4802400541
- 『これだけは知っておきたい沖縄の真実―誰が沖縄を守るのか?』（2018年、明成社 ISBN 9784905410515）
- 『狙われた沖縄― 真実の沖縄史が日本を救う』（2021年、ハート出版) ISBN 978-4802401180

### 共著
- 仲村俊子、石井望、江崎孝『そうだったのか「沖縄！」』示現舎、2015年5月。ISBN 978-4990578794。
- ロバート・D・エルドリッヂ、宮崎政久、仲新城誠、兼次映利加『沖縄の危機！ ―『平和』が引き起こす暴力の現場』青林堂、2017年1月。ISBN 978-4792605773。

## 寄稿

### 雑誌
- 「中国が作った「沖縄占領憲法」全文」『月刊WiLL 2012年5月号』（ワック、2012年3月26日）ASIN B007IV4RNK
- 「沖縄が反政府闘争のシンボルから愛国運動のシンボルになる」『ジャパニズム 25』（青林堂ビジュアル、2015年6月10日、ISBN 978-4792605223)
- 「沖縄・翁長知事の国連演説は本当にヤバい」『月刊正論　2015年10月号』（日本工業新聞社、2015年9月1日、ASIN B012875HSM)
- 「またも国連を利用した反日工作! 沖縄発―「先住民族」勧告撤回運動の行方」『月刊正論　2016年7月号』（日本工業新聞社、2016年6月1日、ASIN B01EG98T94）
- 「国連による沖縄県民・先住民族勧告を阻止する戦い」『ジャパニズム 32』（青林堂ビジュアル、2016年8月10日）ISBN 978-4792605605
- 「中国は、沖縄を「特別自治区」と思っている！？　沖縄対策本部代表　仲村覚 」『月刊正論　2017年1月号』（日本工業新聞社、2016年12月1日、ASIN B01MPVSKXZ）
- 「オール沖縄崩壊の今こそ自民党よ本音で語れ! 」『ジャパニズム 37』（青林堂ビジュアル、2017年6月10日、ISBN 978-4792605940）
- 「沖縄は海の「万里の長城」か！　中国空軍が宮古海峡を…」『月刊正論 2018年4月号』（日本工業新聞社、2017年3月1日、ASIN B079BF4GJ4）

### ウェブサイト
- 『iRONNA（いろんな）』（産経デジタル、2015年9月14日 - ）